# Johannes Greber
Johannes Greber (Wenigerath, 2 maggio 1874 – New York, 31 marzo 1944) è stato un presbitero e politico tedesco.
A lui si deve una traduzione, dal carattere spiritistico, del Nuovo Testamento. Fondò una propria chiesa spiritista.			

## Biografia
Originario da una famiglia di piccoli agricoltori di Wenigerath, località tedesca della Renania-Palatinato, studiò teologia cattolica a Treviri. Il 31 marzo del 1900 venne ordinato sacerdote, e il 1º maggio 1904 iniziò il suo servizio sacerdotale in una parrocchia di Obergondershausen/Hunsrück.
A causa dell'estrema povertà che colpiva molte famiglie, e alla diffusione delle malattie, Greber fondò un gruppo di sostegno, che lui stesso dirigeva, che ebbe un gran successo. Greber si occupava particolarmente del trattamento delle malattie grazie al metodo  di Sebastian Kneipp (idroterapia).
Durante la prima guerra mondiale inviò dei bambini poveri presso famiglie di contadini, dove venivano assistiti. Grazie alle sue idee ed iniziative, salvò 14175 bambini dalla miseria, inviandoli nei Paesi Bassi, e 6000 bambini poveri in famiglie affidatarie tedesche. Qui s'impegnò personalmente e di tasca propria. Queste azioni e il gruppo di sostegno vennero istituiti contro la resistenza del suo vescovo.
Nel 1918 fu anche membro del governo tedesco e s'impegnò nell'ambito del partito centrale. Nel distretto elettorale Coblenza 3, Coblenza e St.Goar, era il responsabile alla soluzione dei problemi di carattere sociale.
Nel 1923 Greber sperimentò un circolo spiritico dove ricevette risposte sulla teologia, la fede e la chiesa. Convinto dalla verità di questi insegnamenti, rimase fedele a questa comunità, nonostante la proibizione da parte del vescovo. Quando venne minacciato della sottrazione del servizio sacerdotale, decise, il 31 dicembre 1925, di congedarsi dalla sua attività sacerdotale. Traslocò a Coblenza e continuò a lavorare per il gruppo di sostegno.
La chiesa cattolica fece di tutto per proibirgli l'approfondimento delle conoscenze nello spiritismo. Perciò nel 1929 lasciò la Germania andando ad abitare, nullatenente, da amici a New York. Con dei fedeli fondò un circolo, che rese onore alla spiritualità ed al potere divino. Nel 1931 prese in moglie Elisabeth ed ebbero due figli. Divenne famoso, ed era molto amato, grazie alle sue prediche e guarigioni che poteva compiere grazie alla forza divina. Il 31 marzo 1944, dopo una funzione religiosa con dei cristiani spirituali della sua comunità, morì inaspettatamente ed improvvisamente, probabilmente per arresto cardiaco.

## Opere
- La Comunicazione col Mondo degli Spiriti (di Dio)le sue leggi ed il suo scopo—esperienze personali di un sacerdote cattolico, Casa Editrice Leuchterhand, ISBN 978-3-9809257-7-8
- Il Nuovo Testamento traduzione sostenuta dal mondo spirituale. Trauduzione dal greco antico, secondo antichi manoscritti, Casa Editrice Leuchterhand, ISBN 978-3-9809257-2-3